# Hyparrhenia neglecta
Hyparrhenia neglecta är en gräsart som beskrevs av Sylvia Mabel Phillips. Hyparrhenia neglecta ingår i släktet Hyparrhenia och familjen gräs. Inga underarter finns listade i Catalogue of Life.